# 마리오 마우러
마리오 마우러(태국어: มาริโอ้ เมาเร่อ, 독일어: Mario Maurer, 1988년 12월 4일 ~ )는 태국의 배우, 가수, 모델이다. 아버지는 독일인이고, 어머니는 중국계 태국인이다.

## 출연 작품

### 영화
- 시암의 사랑 (2007)
- 첫사랑 (2010)
- 피막 (2013) - 피막 역